# 比伯河 (蘭河支流)
50°34′15″N 8°37′47″E / 50.5708°N 8.62968°E

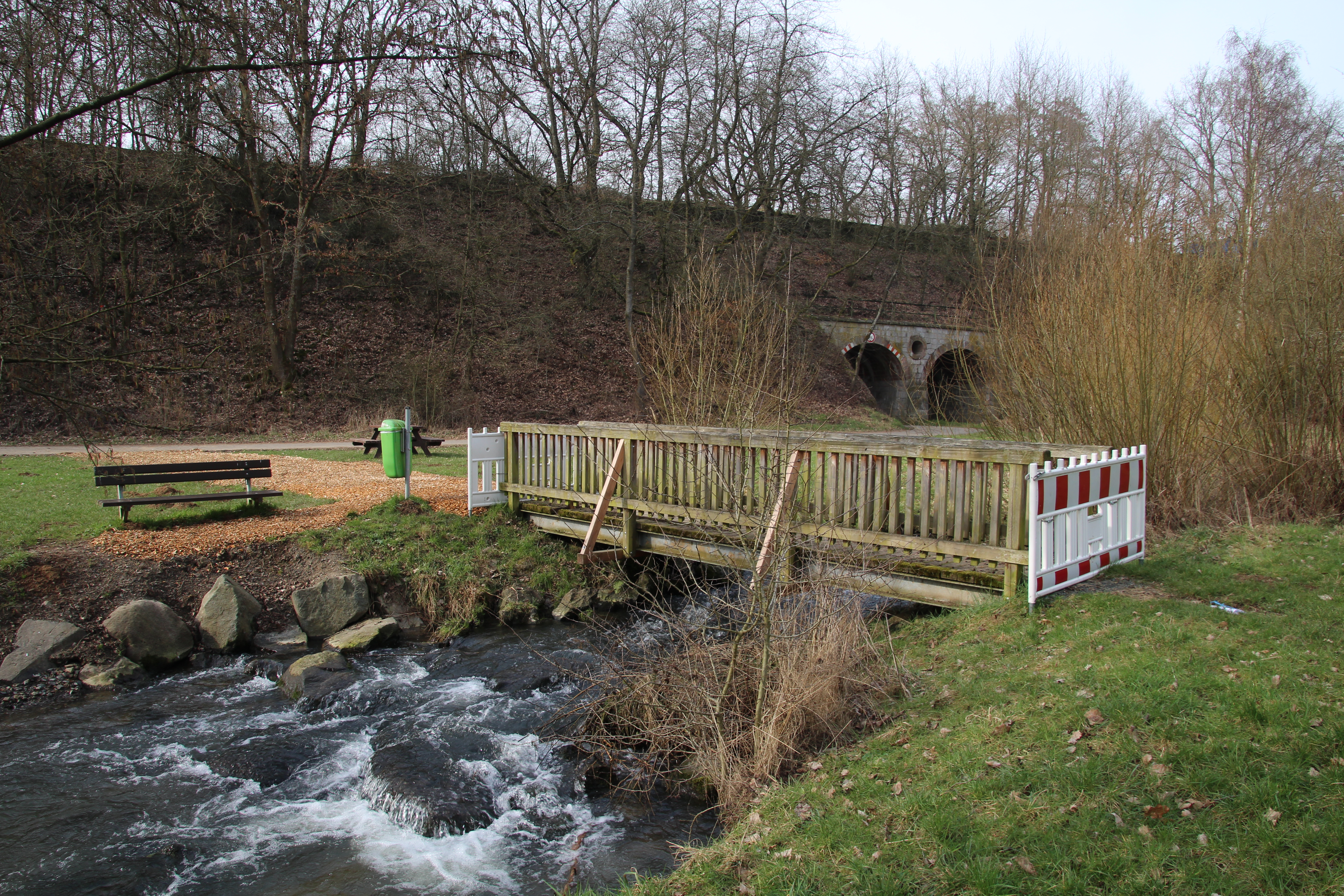
比伯河（蘭河支流）

比伯河（德語：Bieber），是德國的河流，位於該國中部，由黑森州負責管轄，屬於蘭河的右支流，河道全長13.4公里，流域面積34.6平方公里，河口處在霍伊黑爾海姆。